# Babsk
Babsk és un poble de Polònia amb una població de 690 habitants entre Varsòvia i Łódź sobre el riu. És al centre del país, a uns 150 metres damunt el nivell de la mar i dins del municipi (en polonès gmina) de Biała Rawska i el districte (en polonès powiat) Rawa Mazowiecka, que és una subdivisió administrativa del Voivodat de Łódź.
Existeix com a població des de segle xiv. Per arribar al poble es pot seguir la carretera europea E67.